# Состав продуктов взрыва
Состав продуктов взрыва — качественное и количественное содержание химических веществ, образующихся из взрывчатого вещества (ВВ) в результате взрыва.
Состав продуктов взрыва определяется в основном составом ВВ (рецептурой ВВ) и условиями взрывания. Одним из важнейших параметров является кислородный баланс.
Общепринятой точкой зрения на процесс формирования продуктов взрыва является обеспечение максимального выделения тепловой энергии при протекании химических реакций. Однако ряд реакций, протекающих при взрыве, может не успевать достичь равновесного состояния. Поэтому на практике могут наблюдаться значительные отклонения от теоретических расчетов.
При нулевом и положительном кислородном балансе для ВВ, состоящих из углерода, водорода, азота и кислорода, в основном в продуктах взрыва углерод окисляется до СО2, водород до Н2О, азот выделяется в свободном виде. Кроме того, в небольших количествах идет образование окислов азота NO, NO2, N2O3, свободного водорода Н2, аммиака NH3, метана СН4. Чем больше кислородный баланс, тем больше образуется окислов азота.
Если в состав ВВ входят металлы (например, алюминий), то в продуктах взрыва они присутствуют, как правило, в виде окислов (Al2O3). При наличии серы образуются SO2 и H2S, при наличии хлора — хлористый водород HCl и хлориды металлов. Если в состав ВВ входит калиевая, кальциевая или натриевая селитра, то в продуктах взрыва образуются твёрдые окислы К2О, СаО или Na2О.
При отрицательном кислородном балансе состав продуктов взрыва изменяется в сторону снижения степени окисления, в первую очередь углерода. Вместо диоксида СО2 образуется оксид СО, а при значительном отрицательном кислородном балансе — свободный углерод. Учеными в СССР было обнаружено, что при выделении в продуктах взрыва свободного углерода часть его образует ультрадисперсные алмазы (УДА). В 1980-е это послужило началом нового направления применения ВВ.
В средствах инициирования взрыва (капсюлях-детонаторах, электродетонаторах и др.) используются инициирующие ВВ, содержащие свинец (азид свинца, тринитрорезорцинат свинца) или ртуть (гремучая ртуть). При их применении в продуктах взрыва образуются пары или аэрозоли этих элементов или их соединений (оксидов, нитридов, сульфидов).
В состав ВВ, применяемых во взрывоопасных условиях по газу или пыли, входят специальные вещества-охладители, которые в продуктах взрыва присутствуют, как правило, в пылеобразном состоянии.
Кроме веществ, входящих в состав ВВ или средств инициирования, в состав продуктов взрыва могут входить продукты взаимодействия с материалом среды, окружающей заряд при взрыве. Это особенно важно для промышленных ВВ, применяемых в горных работах.